# Ngày xửa ngày xưa (phim truyền hình)
Ngày xửa ngày xưa (tiếng Anh: Once Upon a Time) là một bộ phim truyền hình cổ tích của Mỹ, phát sóng chính thức trên ABC. Loạt phim được tạo ra bởi hai tác giả của Tron: Legacy (Trò chơi Ảo giác) và Mất tích, Edward Kitsis và Adam Horowitz.
Vào ngày 3 tháng 11 năm 2011, ABC yêu cầu thêm 9 tập phim nữa cho Ngày xửa ngày xưa, mang lại cho mùa một tổng cộng 22 tập phim. Soundtrack của mùa một đã được phát hành vào ngày 1 tháng 5 năm 2012. Bộ DVD/Bluray đầy đủ mùa một sẽ được phát hành ngày 28 tháng 8 năm 2012.
Tại Việt Nam, Ngày xửa ngày xưa đã được đăng ký bản quyền và chính thức được phát sóng trên kênh STAR Movies bắt đầu vào ngày 11 tháng 5 năm 2012, và tiếp đó là tối mỗi thứ sáu hàng tuần của những ngày còn lại trong tháng 5. Một chương trình đặc biệt được phát sóng kéo dài suốt tháng 6 cho toàn bộ 22 tập phim của mùa một, mỗi tối từ thứ hai đến thứ sáu trong tuần.
Bắt đầu từ ngày 31 tháng 1 năm 2013, mùa 1 của Ngày xửa ngày xưa chính thức phát sóng vào buổi tối trên kênh truyền hình VTV3.

## Sản xuất

### Ý tưởng
Adam Horowitz và Edward Kitsis đã lên ý tưởng hình thành chương trình từ 2004, trước khi tham gia vào viết Mất tích', nhưng họ muốn đợi cho đến khi Mất tích kết thúc để bắt đầu tập trung vào dự án này.
— Chịu trách nhiện sản xuất Adam Horowitz
Tám năm trước khi thử nghiệm Ngày xửa ngày xưa, khi đó cả hai mới vừa mới hoàn thành công việc của họ trên Fecility, 2002, Kitsis và Horowitz trở nên có hứng thú viết truyện cổ tích khám phá tình yêu của "bí ẩn và hứng thú trong khám phá nhiều thế giới khác nhau". Họ trình bày các tiền đề này lên mạng, nhưng đã bị từ chối vì bản chất tưởng tượng của nó. Cả hai học được khi thực hiện Mất tích cách nhìn câu chuyện dưới một góc độ khác, rằng "nhân vật phải cắt từ thần thoại", họ mở rộng "như mọi người, bạn có để xem những khoảng trống trong trái tim của họ hoặc trong cuộc sống của họ để quan tâm đến họ... Đối với chúng tôi, điều này là rất nhiều cho hành trình của nhân vật và nhìn thấy những gì đã được lấy từ họ trong chuyến đi đến Storybrooke - đi vào nó như vậy là trái ngược trong việc tạo nên 'chương trình phá vỡ lời nguyền'."
Mặc dù tương đồng khi so sánh với Mất tích, các nhà văn có ý định làm chương trình khác biệt nhau. Đối với họ, Mất tích quan tâm đến bản thân với sự cứu chuộc, trong khi Ngày xửa ngày xưa là về "hy vọng". Nhà đồng sáng tạo Mất tích Damon Lindelof hỗ trợ trong sự phát triển của loạt phim như một nhà tư vấn, nhưng không có thống kê chính thức cho cốt truyện. Để phân biệt với câu chuyện mà những gì khán giả đã biết, nhân viên chương trình quyết định bắt đầu thí điểm viết truyện tại điểm kết thúc của câu chuyện cổ tích Bạch Tuyết thông dụng. Các chủ đề liên quan đến gia đình và tình mẹ được nhấn mạnh, trái ngược với tập trung tình cha con trong Mất tích. Kitsis và Horowitz đã tìm cách để viết các nhân vật nữ mạnh mẽ, chứ không phải là kiểu những thiếu nữ yếu đuối gặp nạn theo cổ điển. Horowitz nói mong muốn của họ để tiếp cận mỗi nhân vật theo cùng một cách, tự hỏi, "Làm thế nào để chúng tôi làm ra những biểu tượng thực sự, làm cho họ có thể thuật lại?".
Cốt truyện là "bản mẫu của loạt phim". Kitsis khẳng định rằng mỗi tuần sẽ có những đoạn hồi tưởng giữa hai thế giới, khi họ "thích ý tưởng sẽ trở lại và ra thông báo những gì các nhân vật thiếu thốn trong cuộc sống của họ." Các tác giả mong muốn trình bày một "mớ hỗn độn" nhiều nhân vật nhỏ có thể được nhìn thấy trong một cảnh của cốt truyện, mà đã có một cuộc tranh luận về Geppetto, Pinocchio, và Cáu Kỉnh. Horowitz khởi thảo, "Một trong những điều thú vị cho chúng tôi đến với những câu chuyện này là suy nghĩ của những nhân vật khác nhau có thể tương tác trong cách họ chưa bao giờ có trước đây".
Chương trình cũng có một tiền đề tương tự với loạt truyện tranh ngụ ngôn của Bill Willingham, mà ABC mua bản quyền trong năm 2008, nhưng chưa bao giờ thực hiện nó qua các giai đoạn quy hoạch. Horowitz và Kitsis đã "đọc vấn đề cặp đôi" của truyện ngụ ngôn, nhưng trạng thái mà trong khi cả hai khái niệm rằng là "trong cùng một sân chơi", họ tin rằng họ đang "kể một câu chuyện khác nhau".

### Dàn diễn viên

Dàn diễn viên thường xuyên trong mùa một, trừ trái sang phải: Raphael Sbarge, Lana Parrilla, Jared Gilmore, Jennifer Morrison, Jamie Dornan, Robert Carlyle, Ginnifer Goodwin, và Josh Dallas.

Horowitz nói rằng mọi người ban đầu họ muốn thuê diễn xuất trong loạt phim đều chấp nhận vai diễn của được cung cấp sau khi nhận được một kịch bản. Ginnifer Goodwin được vào vai Bạch Tuyết, được đánh giá cao rằng cô sẽ đóng vai một nhân vật mạnh mẽ đã được gọt giũa cho khán giả. Nữ diễn viên vừa hoàn thành công việc của cô trong loạt phim Big Love, và đang tìm kiếm một dự án mới, cô quay lại với truyền hình sau khi kịch bản phim không làm cô quan tâm. Có nói trước đây trong các cuộc phỏng vấn rằng cô rất thích đóng vai Bạch Tuyết, Goodwin nói rằng việc chấp nhận đóng vai Bạch Tuyết của cô là "không cần suy nghĩ". Cả Kitsis và Horowitz là tự nhận mình làngười hâm mộ lớn của Big Love, và đã viết một phần của Bạch Tuyết với Goodwin trong tâm trí.
Joshua Dallas vào vai Hoàng tử Quyến Rũ, rất hài lòng khi những nhà văn đã "đem lại sự phóng túng ấn tượng" cho nhân vật của anh, tin rằng hoàng tử đã trở nên thực tế hơn. Anh giải thích, "Hoàng tử Quyến Rũ xuất hiện chỉ với một cái tên. Anh ấy vẫn là một người đàn ông với những cảm xúc tương tự như bất kỳ người đàn ông khác. Anh ấy là hoàng tử, nhưng anh ấy là Hoàng tử của mọi người. Anh ấy nhúng tay vào việc khó nhọc. Anh ấy có một vương quốc để chạy trốn. Anh ấy có một gia đình để bảo vệ. Anh ấy có một tình yêu, tình yêu sử thi anh hùng ca dành cho Bạch Tuyết. Anh ấy như bao người khác. Anh ấy là con người."
Jennifer Morrison được thuê vào vai Emma Swan, nữ diễn viên giải thích nhân vật của mình như một ai đó "giúp một cậu bé có chút cảm xúc khác thường", nhưng lưu ý rằng Emma chưa tin vào những câu chuyện thuộc thế giới cổ tích. Cậu bé 10 tuổi Jared Gilmore, được biết đến với vai trò của cậu trong Mad Men, nhận vai diễn con trai của cô, Henry.
Vai diễn Hoàng hậu Regina/ Regina Mills được giao cho Lana Parrilla, cô giải thích nhân vật của mình rằng, "luôn có hai câu chuyện được kể khi diễn Regina. Có một mối đe dọa về cô là người khác biết cô là Hoàng hậu Độc ác và sau đó có một thực tế đơn giản là bị người mẹ ruột bước vào thế giới của cô và đe dọa lấy đi mất người con trai của cô là rất lớn. Đó là một nỗi sợ hãi mà tôi nghĩ rằng bất kỳ người mẹ nuôi nào cũng sẽ có. Tôi nghĩ rằng điều đó sẽ thực sự giúp ích cho các đối tượng liên quan đến Regina trong một mức độ nào đó".
Vai Rumpelstiltskin được giao cho Robert Carlyle, câu chuyện được viết với Carlyle trong tâm trí, mặc dù các nhà văn ban đầu nghĩ rằng ông sẽ không bao giờ chấp nhận vai diễn. Horowitz nhắc lại cảnh Carlyle trong tù, ngày đầu tiên mà diễn viên nhận vai "nổ tung tâm trí... Bạn có thể thấy Ginny nhảy thực sự, lần đầu tiên anh ấy diễn nhân vật ấy. Thật tuyệt vời!". Những tác giả cung cấp vai diễn Bà tiên xanh cho Lady Gaga, nhưng họ chưa bao giờ nhận được hồi âm từ phía nhân viên quản lý của cô.
Trong mùa hai, Meghan Ory vai Ruby/Cô bé quàng khăn đỏ và Emilie de Ravin vai Belle sẽ tham gia làm diễn viên thường xuyên. Nhân vật định kỳ mới cho mùa hai sẽ gồm Công chúa Aurora (Người đẹp ngủ trong rừng) thủ vai bởi Sarah Bolger và Hoa Mộc Lan được Jamie Chung thủ vai.

### Ảnh hưởng
Như một cái gật đầu về quan hệ giữa các nhóm sản xuất của Ngày xửa ngày xưa và Mất tích, chương trình mới đều chịu ảnh hưởng từ Mất tích, và dự kiến sẽ là một chủ đề xuyên suốt loạt phim. Ví dụ, nhiều thứ có thể được tìm thấy trong thế giới của Mất tích, chẳng hạn như thanh kẹo Apollo, Sân bay hải dương, Uýtski MacCutcheon và, đều có thể được nhìn thấy trong Ngày xửa ngày xưa. Tháp đồng hồ của thị trấn bị mắc kẹt lúc 8:15 tối, ám chỉ đến Chuyến bay 815 từ thế giới trong Mất tích. Cuốn truyện tranh Ultimate Wolverine vs. Hulk (Người Sói tối thượng vs Người Xanh tối thượng) tập 3 mà Henry đọc trong tập 9 được viết bởi Damon Lindelof, nhà chịu trách nhiệm sản xuất Mất tích. Cũng như thế, được nhìn thấy trong lâu đài của Rumplestiltskin, là cây phồ, thứ xuất hiện gần lúc kết thúc của mùa cuối loạt phim Buffy Người diệt ma cà rồng, mặc dù màu khác nhau. Trong tập 8, tên thật của "Kị sĩ Tối" là Zoso, một trong những biểu tượng của album Led Zeppelin IV.
Chương trình, một sản phẩm của ABC, một tập đoàn con của Disney, có nhiều ảnh hưởng từ các câu chuyện cổ tích phiên bản Disney làm nền tảng cho chương trình. Các chú lùn, không hề có tên trong phiên bản dân gian, đều có tên được lấy từ phiên bản phim Disney. Tương tự, Người đẹp ngủ trong rừng bị nguyền rủa bởi một cá nhân tên là Maleficent, một lần nữa cái tên được dùng trong bộ phim năm 1959 của Disney cho mụ phù thủy ác độc không có tên trong các phiên bản cổ tích. Người bạn tiên của lão khắc gỗ Geppetto được gọi là Bà tiên xanh trong bộ phim năm 1940 của Disney, dựa trên tác phẩm Cuộc phiêu lưu của Pinocchio, hay hơn là Cô tiên với mái tóc xanh, và nhân vật biểu tượng của ông, được gọi là 'Chú dế Jiminy' trong tác phẩm Disney, hay hơn là 'Chú dế biết nói' trong tiểu thuyết của Carlo Collodi.
Một ảnh hưởng khác từ Disney là tên của chú chó đốm của bác sĩ Hopper, "Pongo", là một tham chiếu đến một trong những nhân vật chính của 101 con chó đốm. Thần đèn trong đèn thần thừa nhận rằng ông ta đến từ Agrabah, vương quốc trung tâm của phim Aladdin và cây đèn thần. Lần đầu tiên khi Bạch Tuyết gặp Cáu Kỉnh, chú lùn có thể được nghe thấy là huýt sáo đoạn điệp khúc của bản "Heigh Ho" trong phim Disney Bạch Tuyết và Bảy chú lùn. Trong màn mở đầu tập phim "Heart of Darkness", lúc mà cô quét nhà của các chú lùn, có thể nghe thấy Bạch Tuyết ngân nga bài hát With a Smile and a Song", một ca khúc khác từ bộ phim Disney.
Trong màn mở đầu tập phim "Skin Deep", chiếc mũ được Chuột Mickey đội trong "Phù thủy tập sự" từ bộ phim Fantasia 1940 của Disney có thể được nhìn thấy trong lâu đài của Rumplestiltskin. Cũng trong tập phim này, tách trà với một đồng tiền nằm bên trong là ám chỉ đến nhân vật Chip trong Người đẹp và quái vật, một chiếc đồng hồ trang sức ám chỉ đến Cogsworth và một cái chân đèn ám chỉ đến Lumière. Chiếc xe tải chở hoa mang tên "Game of Thorns" ám chỉ đến loạt phim mới của Game of Thrones (Cuộc chiến ngai vàng). Trang phục và tính cách của nhân vật Gaston, nhân vật phản diện của Người đẹp và quái vật, cũng ảnh hưởng đến chương trình. Một ảnh hưởng khác từ Disney trong tập phim "What Happened to Frederick" nơi mà Henry được tặng Trò chơi không gian, là một tham chiếu đến phim Tron, mà biểu trưng có thể được nhìn thấy trên Hộp bữa trưa của Henry trong tập "The Stranger". Trong tập phim "An Apple Red as Blood", cảnh quả táo rơi khỏi tay Bạch Tuyết gợi nhớ cảnh trong phim Bạch Tuyết gốc của Disney.
Tập phim "Hat Trick" chịu nhiều ảnh hưởng từ Alice lạc vào Xứ sở thần tiên mà trong số chúng đến từ bản truyện gốc hơn là phiên bản của Disney. Một trong những thứ đáng nhớ là khi Mary Margaret áp đảo Người thợ mũ với thứ cô cầm trên tay, một lối chơi quần vồ giống hệt với những mô tả trong bộ phim của Disney. Trong "The Stranger", khi Pinocchio và Geppetto đang vượt qua một cơn bão, họ bị một con cá voi khổng lồ đuổi theo, là một tham chiếu đến cá voi Monstro trong bộ phim Pinocchio 1940 của Disney, trong khi truyện gốc của Carlo Collodi là một con cá mập trắng. Trong cùng tập phim, người Thợ mũ điên, Jefferson ám chỉ đến ban nhạc Jefferson Airplane thập niên 60, có một bản thu âm hot với Alice trong Xứ sở thần tiên được lấy cảm hứng từ "Chú thỏ trắng".

### Màn mở đầu
Bắt đầu với tập phim thứ hai, mà mở đầu xuất hiện bên dưới tiêu đề của chương trình đặt vào một sinh vật thần thoại, con người, hoặc một đồ vật được gắn với chủ đề của tập phim.

### Âm nhạc
Mark Isham soạn nhạc chủ đề và ca khúc của loạt phim. Ngày 14 tháng 2 năm 2012, một album mở rộng với bốn tín năng từ điểm số đã được phát hành bởi ABC Studios. Ngày 1 tháng 5 năm 2012, 25 ca khúc nhạc phim album với 5 bìa album khác nhau được phát hành bởi hãng thu âm Intrada.

### Thiết lập
Sự lan tỏa và giới hạn của Khu rừng Phép thuật hiện chưa được biết đến. Cho đến nay trong loạt phim này, đã được thấy rằng có một số vương quốc và vùng đất nằm ngoài phạm vi của rừng phép thuật. Những ranh giới không gian nằm trong Khu rừng Phép thuật bao gồm một vương quốc được cai trị bởi vua Leopold mà bây giờ là bởi Hoàng hậu Regina, vương quốc của vua Midas, vương quốc của vua George, vương quốc của Lọ Lem và một vương quốc dường như được cai trị bởi cha của Belle. Có thể thấy trong tập phim "Fruit of the Poisonous Tree" vương quốc đèn thần Agrabah cũng nằm trong thế giới này. Cũng có một ít cuộc chiến tranh được biết đến như Chiến tranh Quái nhân, vào nhiều lúc khác nhau ảnh hưởng tới các vương quốc khác. Hiệu ứng của Lời Nguyền Tối cũng chưa hoàn toàn được biết đầy đủ, nó có thể lan rộng vượt ra ngoài rừng phép thuật và xâm nhập các địa hạt khác trong thế giới cổ tích.
Storybrooke, Maine được mô tả là một thị trấn nhỏ ven biển thông thường. Mặc dù do lời nguyền, nó bị mắc "bẫy thời gian" với những chiếc xe hơi cổ điển thập niên 80 trên đường hoặc những cuốn sách truyện tranh cổ thập niên 80 được bán tại một tiệm ở góc phố, nhưng những phương tiện hiện đại như TV và Internet vẫn có sẵn. Tuy nhiên, có thể thấy trong nhiều tập phim, cư dân bị ảnh hưởng bởi lời nguyền không thể rời khỏi ranh giới của Storybrooke. Một ngoại lệ đáng chú ý là Henry, có thể rời khỏi Storybrooke để gặp Emma từ Boston trong tập phim đầu tiên vì cậu không phải là một phần nằm trong lời nguyền. Chưa rõ sẽ có chuyện gì xảy ra với các nhân vật nếu họ có thể vượt khỏi ranh giới thị trấn. Về những nhân vật có dự định rời khỏi thị trấn, xe hơi của họ gặp tai nạn ngay tại mốc giới và họ bị rơi vào tình trạng nguy hiểm nào đó. Trong một dịp, sau khi Kathryn biến mất, thầy giáo dạy thể dục có thể được thấy đang lái xe đi nơi khác với lý do không rõ cho thấy mọi người có cố gắng rời khỏi nơi này. Từ khi Emma lăn bánh vào thị trấn, lời nguyền bắt đầu yếu đi, với những chiếc đồng hồ bắt đầu hoạt động và những quả táo trên cây của Regina cho thấy những dấu hiệu bắt đầu hỏng.
"Hat Trick" hiển thị Xứ sở thần tiên trong Cuộc phiêu lưu của Alice vào Xứ sở thần tiên của Lewis Carroll. Nó cho gợi ý rằng những thế giới khác và những chiều vũ trụ khác đều tồn tại. Cũng có thể thấy trong tập phim "An Apple Red as Blood" rằng có khả năng lấy những thứ từ Thế giới cổ tích và mang chúng đến thế giới ngày nay, ví dụ như quả táo độc mà Bạch Tuyết cắn phải, và nó được dùng để làm bánh nướng mà Henry tử vong khi ăn.

## Phát sóng
Theo Disney, chương trình đã được đăng ký bản quyền trên hơn 190 quốc gia.
| Quốc gia             | Mạng lưới                                                | Ngày phát sóng          | Thời lượng                                                                                           |
| -------------------- | -------------------------------------------------------- | ----------------------- | --- |
| Argentina            | Sony Entertainment Television                            |                         | |
| Brasil               | Sony Entertainment Television                            |                         | |
| Uruguay              | Sony Entertainment Television                            |                         | |
| Costa Rica           | Sony Entertainment Television                            |                         | |
| Colombia             | Sony Entertainment Television                            |                         | |
| México               | Sony Entertainment Television                            |                         | |
| Panama               | Sony Entertainment Television                            |                         | |
| Paraguay             |                                                          |                         | |
| Perú                 |                                                          |                         | |
| Venezuela            |                                                          | 3 tháng 4 năm 2012      | |
| Úc                   | Seven Network                                            | 15 tháng 5 năm 2012     | Thứ ba 07:30pm–08:30pm (từ 19 tháng 7 các ngày Chủ nhật và Thứ ba)                                   |
| Bosna và Hercegovina | Fox Life                                                 |                         | |
| Bulgaria             | Fox Life                                                 | ngày 7 tháng 3 năm 2012 | Thứ tư 22:05pm–23:00pm, sau này là 21:10pm–23:00pm                                                   |
| Estonia              | Fox Life                                                 |                         | |
| Latvia               | Fox Life                                                 |                         | |
| Bắc Macedonia        | Fox Life                                                 |                         | Thứ hai 20:55pm–21:50pm                                                                              |
| Serbia               | Fox Life                                                 |                         | |
| Slovenia             | Fox Life                                                 |                         | |
| Canada               | CTV Television Network                                   | 23 tháng 10 năm 2011    | Chủ nhật 7:00pm–8:00pm (cả nước); 10:00pm–11:00pm (chỉ có Manitoba và Saskatchewan)                  |
| Trung Quốc           | Youku                                                    |                         | |
| Đan Mạch             | Kanal 5                                                  |                         | Thứ bảy 20:00pm–21:00pm                                                                              |
| Pháp                 | M6                                                       |                         | |
| Đức                  | RTL                                                      |                         | |
| Hy Lạp               | FOXlife                                                  |                         | |
| Hồng Kông            | Fox Movies Premium                                       | 4 tháng 6 năm 2012      | Thứ hai đến thứ sáu 20:15pm–21:00pm                                                                  |
| Hungary              | m1                                                       | Tháng 8 2012            | Sau Thế vận hội London 2012                                                                          |
| Iceland              | SkjárEinn                                                |                         | |
| Israel               | Yes Drama                                                | 20 tháng 6 năm 2012     | Thứ tư 21:15pm–22:00pm                                                                               |
| Ý                    | FOX                                                      | 25 tháng 12 năm 2011    | Thứ ba 21:00pm–21:50pm                                                                               |
| Myanmar              | Fox Movies Premium                                       | 4 tháng 6 năm 2012      | Thứ hai đến thứ sáu 6:30pm–7:15pm                                                                    |
| Malaysia             | Fox Movies Premium                                       | 4 tháng 6 năm 2012      | Thứ hai đến thứ sáu 20:15pm–21:00pm                                                                  |
| Hà Lan               | Film1                                                    |                         | |
| New Zealand          | TV2                                                      |                         | Thứ năm 20:30pm–21:30pm                                                                              |
| Na Uy                | TVNorge                                                  | 1 tháng 1 năm 2012      | Chủ nhật 19:30pm–20:30pm                                                                             |
| Philippines          | STAR World                                               |                         | Thứ sáu 21:00pm–22:00pm                                                                              |
| Ba Lan               | Fox                                                      | 8 tháng 7 năm 2012      | Chủ nhật 20:00pm                                                                                     |
| Bồ Đào Nha           | AXN                                                      |                         | Thứ 6 21:30pm–22:30pm                                                                                |
| Slovakia             | TV JOJ                                                   | Mùa thu 2012            | |
| Singapore            | MediaCorp Channel 5                                      |                         | |
| Nam Phi              | M-Net Series                                             |                         | |
| Hàn Quốc             | Fox Lưu trữ ngày 14 tháng 8 năm 2020 tại Wayback Machine | 26 tháng 3 năm 2012     | Mondays at 10:00pm                                                                                   |
| Tây Ban Nha          | AXN, Antena 3                                            | 12 tháng 1 năm 2012     | Thứ năm 21:30pm–22:30pm                                                                              |
| Thụy Điển            | Kanal 5                                                  |                         | |
| Thổ Nhĩ Kỳ           | DiziMax                                                  |                         | Thứ tư 19:30pm–20:30pm                                                                               |
| UAE                  | OSN                                                      |                         | |
| Anh Quốc             | Channel 5                                                | 1 tháng 4 năm 2012      | Chủ nhật 20:00pm–21:00pm                                                                             |
| Việt Nam             | STAR World                                               | 11 tháng 5 năm 2012     | Thứ sáu 19:15pm–20:00pm trong tháng 5 Thứ hai đến thứ sáu 19:15pm–20:00pm trong tháng 6              |
| Việt Nam             | VTV3                                                     | 31 tháng 1 năm 2013     | 22:30pm các ngày trong tuần (Mùa 1) 22:20pm các ngày trong tuần (Mùa 2 và 3 - từ 9 tháng 9 năm 2013) |
| Việt Nam             | VTV6                                                     | 10 tháng 5 năm 2015     | 23:00pm các ngày trong tuần (Mùa 2)                                                                  |
| Đài Loan             | STAR World                                               | 22 tháng 4 năm 2012     | Chủ nhật 20:00pm–21:00pm                                                                             |
| Đài Loan             | Next TV                                                  | 2012                    | Phát sóng theo nhu cầu                                                                               |

## Sự tiếp nhận

### Đánh giá
Tập phim đầu tiên đã thu hút một lượng khán giả 13 triệu người và nhận được điểm đánh giá 4.0 từ Thiếu niên và Người lớn 18-49. Nó là tập kịch phim ra mắt được đánh giá cao nhất từ người lớn 18-49 và là buổi ra mắt lớn nhất của ABC trong 5 năm. Ba tập tiếp theo của chương trình được đánh giá phù hợp hàng tuần với 11 triệu người xem. Bộ phim đã trở thành chương trình phi-thể thao số 1 với lượng người xem và người trưởng thành trẻ vào mỗi tối Chủ nhật.
Mùa đầu tiên ra mắt được đánh giá là kịch phim được bình chọn cao nhất Mùa

### Giải thưởng và đề cử
Ngày xửa ngày xưa được đề cử Giải thưởng Mọi người ưa thích 2012 cho "Kịch truyền hình mới được yêu thích" nhưng để thua Person of Interest. Nó cũng được đề cử cho giải "Thể loại phim truyện hay nhất" tại Giải Vệ tinh 2011 nhưng để thua American Horror Story. Chương trình cũng nhận được ba đề cử tại Giải thưởng Hiệu ứng xã hội trực quan 2012 nhưng để thua Boardwalk Empire, Gears of War 3, và Terra Nova. Tại Giải Sao Thổ lần thứ 38, chương trình nhận được đề cử "Chương trình truyền hình hay nhất" và Lana Parrilla đã được đề cử cho giải thưởng "Nữ diễn viên truyền hình xuất sắc nhất". Chương trình cũng nhận được danh hiệu "Kịch truyền hình mới được yêu thích" và "Kẻ xấu được yêu thích" dành cho Lana Parrilla trên TV Guide.
| Năm  | Giải thưởng                           | Thể loại                                                                 | Cá nhân và đối tượng                                                     | Kết quả      |
| ---- | ------------------------------------- | ------------------------------------------------------------------------ | ------------------------------------------------------------------------ | ------------ |
| 2011 | Giải Vệ tinh                          | Thể loại phim truyền hình hay nhất                                       | Ngày xửa ngày xưa                                                        | Đề cử        |
| 2012 | Giải Sao Thổ lần thứ 38               | Phim truyền hình hay nhất                                                | Ngày xửa ngày xưa                                                        | Chưa công bố |
| 2012 | Giải Sao Thổ lần thứ 38               | Nữ diễn viên truyền hình xuất sắc nhất                                   | Lana Parrilla                                                            | Chưa công bố |
| 2012 | Giải Leo                              | Nữ diễn viên khách mời xuất sắc nhất trong tác phẩm kịch phim            | Keegan Connor Tracy                                                      | Chưa công bố |
| 2012 | Giải thưởng Mọi người ưa thích        | Kịch truyền hình mới được yêu thích                                      | Ngày xửa ngày xưa                                                        | Đề cử        |
| 2012 | Giải thưởng Hiệu ứng xã hội trực quan | Người mẫu xuất sắc trong chương trình truyền hình và thương mại          | Chris Strauss, Jason O. Monroe và Michael Kirylo (Lâu đài của Tuyết)     | Đề cử        |
| 2012 | Giải thưởng Hiệu ứng xã hội trực quan | Kỹ xảo xuất sắc trong chương trình truyền hình và thương mại             | Nathan Matsuda, Stephen Jackson và Kevin Struckman (Đại sảnh của Lọ Lem) | Đề cử        |
| 2012 | Giải thưởng Hiệu ứng xã hội trực quan | Hiệu ứng trực quan xuất sắc trong chương trình truyền hình               | Doug Ludwig, Andrew Orloff, Laura Jones và Nathan Overstrom              | Đề cử        |
| 2012 | Giải Thiếu niên ưa thích 2012         | Chương trình truyền hình được yêu thích: Tưởng tượng/Khoa học giải tưởng | Ngày xửa ngày xưa                                                        | Đề cử        |
| 2012 | Giải Thiếu niên ưa thích 2012         | Nữ diễn viên truyền hình được yêu thích: Tưởng tượng/Khoa học giải tưởng | Ginnifer Goodwin                                                         | Đề cử        |
| 2012 | Giải Thiếu niên ưa thích 2012         | Kẻ xấu trên truyền hình được yêu thích                                   | Lana Parrilla                                                            | Đề cử        |
| 2012 | Giải Thiếu niên ưa thích 2012         | Ngôi sao vượt trội truyền hình được yêu thích: Nam                       | Joshua Dallas                                                            | Đề cử        |